# Октябрьское (Северный район)
Октябрьское — село в Северном районе Оренбургской области, является административным центром Рычковского сельсовета.

## География
Село расположено на северо-западе Оренбургской области, у впадения ручья Подлесенский в р. Уйка.

## История
Село основано в начале XVIII века Пётром Семёновичем Бахметьевым, который поселил в данной местности своих крестьян. По фамилии основателя село назвали Бахметьево. В 1801 году эти земли выкупил коллежский советник Савва Федорович Осоргин, по его фамилии село стали называть Осоргино. После строительства в 1824 году в селе церкви, по её главному престолу село получает название — Святодухово. После образования колхоза село получает название Ворошилово.- по государственному, партийному и военному деятелю К. Е. Ворошилову.
В 1962 указом Президиума Верховного Совета РСФСР село Ворошилово переименовано в село Октябрьское.
Численность населения на 1970 год - 525 человек ("Сельские населенные пункты Оренб. области". - Орнб., 1972).

## Население
| 2010 |
| ---- |
| 280  |

## Инфраструктура
Нет данных

## Транспорт
Подъезд к селу Октябрьское от автомобильной дороги общего пользования регионального значения 53 ОП РЗ 53К-2801000 Бугульма — Бугуруслан — Бузулук — Уральск.
Автодорога Октябрьское — Дмитриевка.